# Opel Crossland
O Opel Crossland é um SUV crossover do segmento B comercializado pela Opel de 2017 até 2024. Também é comercializado como Vauxhall Crossland no Reino Unido, oficialmente revelado à mídia em janeiro de 2017. O carro foi oficialmente exibido no Salão do Automóvel de Genebra em março de 2017 e era originalmente conhecido como Opel e Vauxhall Crossland X. Ele foi colocado à venda no verão de 2017. Ao mesmo tempo, o Opel Meriva foi descontinuado, pois a demanda por crossovers no segmento B está crescendo continuamente às custas de monovolume do segmento C. O carro utiliza a plataforma plataforma PSA PF1, a mesma utilizada no Citroën C3 Aircross e Peugeot 2008.